# Tills döden skiljer oss åt (1992)
Tills döden skiljer oss åt, fransk/amerikansk TV-film från 1992 baserad på Vincent Bugliosis och Ken Hurwitzs bok Till Death Us Do Part. Boken baseras på en verklig händelse.

## Handling
En man blir mördad och hans hus sätts i brand, det finns inga ledtrådar. Ett år senare hittas en ung gravid kvinna ihjälslagen och det visar sig att det finns ett samband mellan morden.

## Om filmen
Filmen hade premiär i USA den 17 februari 1992.

## Rollista (urval)
- Treat Williams - Alan Palliko
- Arliss Howard - Vincent Bugliosi
- Embeth Davidtz - Katherine Palliko
- Ashley Judd - Gwen Fox